# Мурсу, Жан Эрик
Жан Эрик Мурсу (фр. Jean Eric Moursou; род. 31 декабря 2004, Гаруа) — камерунский футболист, полузащитник клуба «Валансьен».

## Карьера

### «Котон Спорт»
Перовым профессиональным клубом футболиста стал камерунский «Котон Спорт», в котором тот стал выступать с 2020 года. В феврале 2021 года футболист вместе с клубом отправился на матчи Кубка Конфедерации КАФ. Первый матч на турнире футболист сыграл 14 февраля 2021 года против нигерского клуба СОНИДЕП, выйдя на замену на 90 минуте. Вместе с клубом футболист стал полуфиналистом африканского турнира. По итогу своего дебютного сезона футболист вместе с клубом также стал победителем чемпионата. В последующих сезонах футболист был в клубе одним из ключевых игроков, ещё дважды став чемпионом страны и обладателем Суперкубка Камеруна.

### «Валансьен»
В декабре 2023 года появилась информация, что футболист может стать игроком французского клуба «Валансьен». В феврале 2024 года футболист официально присоединился к французскому клубу, подписав контракт до конца июня 2027 года. Дебютировал за клуб футболист 7 февраля 2024 года в матче Кубка Франции против клуба «Сен-Прист», выйдя на замену на 59 минуте. Затем футболист также присоединился ко второй команде клуба, за которую дебютировал 18 февраля 2024 года в матче против клуба «Лилль B», выйдя на поле в стартовом составе. Дебютный матч в чемпионате за основную команду клуба футболист сыграл 30 марта 2024 года против «Сент-Этьена», выйдя на поле в стартовом составе.

## Международная карьера
В ноябре 2023 года футболист получил вызов в национальную сборную Камеруна для участия в квалификационных матчах чемпионата мира.

## Достижения
«Котон Спорт»
- Чемпион Камеруна (3): 2020/21, 2022, 2022/23
- Обладатель Суперкубка Камеруна: 2023